# Xã Louriston, Quận Chippewa, Minnesota
Xã Louriston (tiếng Anh: Louriston Township) là một xã thuộc quận Chippewa, tiểu bang Minnesota, Hoa Kỳ. Năm 2010, dân số của xã này là 165 người.